# ميريام كلاين
ميريام كلاين هي مغنية سويسرية، ولدت في 27 مارس 1937 في بازل في سويسرا.

## وصلات خارجية
- ميريام كلاين على موقع ميوزك برينز (الإنجليزية)
- ميريام كلاين على موقع ديسكوغز (الإنجليزية)